# Línia de Burton
La línia, rivet o signe de Burton és un signe clínic que es troba en pacients amb intoxicació de plom (saturnisme) crònica. És una línia molt prima, de color negre-blau, visible al llarg del marge de les genives, a la base de les dents.
El signe fou descrit el 1840 per Henry Burton:
| « | Les vores de les genives adossades als colls de dues o més dents de qualsevol mandíbula, estaven envoltades indistintament per una línia prima de blau plom, d'aproximadament una vintena part d'una polzada d'amplada, mentre que la substància de la geniva aparentment mantenia el seu color i condicions normals. | » |

Una línia similar, la línia del bismut, ocorre en persones que han ingerit compostos de bismut; aquest element, però, és de molt baixa toxicitat.